# Dolmen de la Brainée
Le dolmen de la Brainée est situé à Mons, dans le département du Var en France.

## Description
L'édifice est situé à 853 m d'altitude, à un peu moins d'un kilomètre au nord-est du dolmen de la Colle. Il a fait l'objet d'une restauration par Hélène Barge en 1990. 
C'est un dolmen de grande dimension construit en calcaire local. La chambre sépulcrale mesure 2,50 m de long pour 1,70 m de large. Elle est délimitée par deux orthostates latéraux et une grande dalle de chevet (hauteur 2,50 m, largeur 1,80 m). Elle ouvre à l'ouest sur un couloir, long de 3 m, dont l'entrée est délimitée côté chambre par quatre orthostates disposés deux à deux perpendiculairement.
L'édifice a été successivement fouillé par M. Chiris en 1888, par Edmond de Pas en 1910 et par Gérard Sauzade en 1972. Pour autant, le mobilier funéraire retrouvé est assez maigre : deux tessons de céramique décoré au poinçon, deux pointes de flèches et vingt-deux perles en stéatite, une grosse perle en tonnelet en roche verte et une en céramique,.
L'ensemble est daté du Campaniforme,.